# Wybory parlamentarne w Polsce w 1991 roku
Wybory parlamentarne w Polsce w 1991 roku – odbyły się 27 października i były to pierwsze w Polsce po II wojnie światowej całkowicie wolne wybory parlamentarne, gdyż wybory w 1989 były tylko częściowo wolne. Walka o wszystkie mandaty poselskie (460) i senatorskie (100) miała charakter otwarty i demokratyczny. Wybory te zakończyły się zwycięstwem Unii Demokratycznej. Polska stała się jednym z ostatnich państw tzw. bloku wschodniego, w którym przeprowadzono wolne wybory.
W wyniku wyborów do Sejmu weszło 29 komitetów, z czego 11 posiadało zaledwie jednego posła. Fragmentacja sceny politycznej spowodowała destabilizację, która spowodowała zmiany w ordynacji wyborczej w następnych wyborach parlamentarnych.

## Tło wyborów

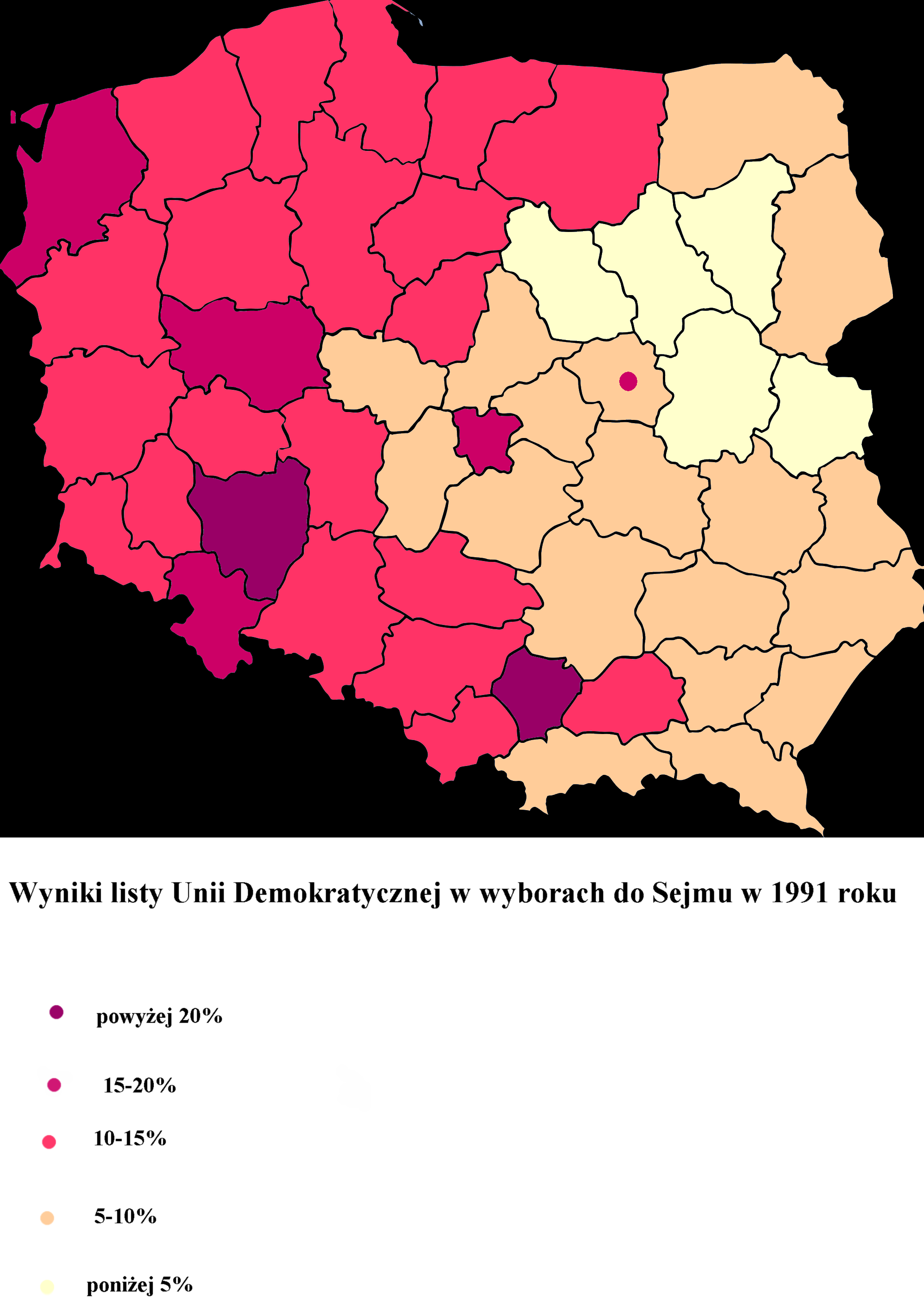
Wyniki Unii Demokratycznej w wyborach do Sejmu w 1991

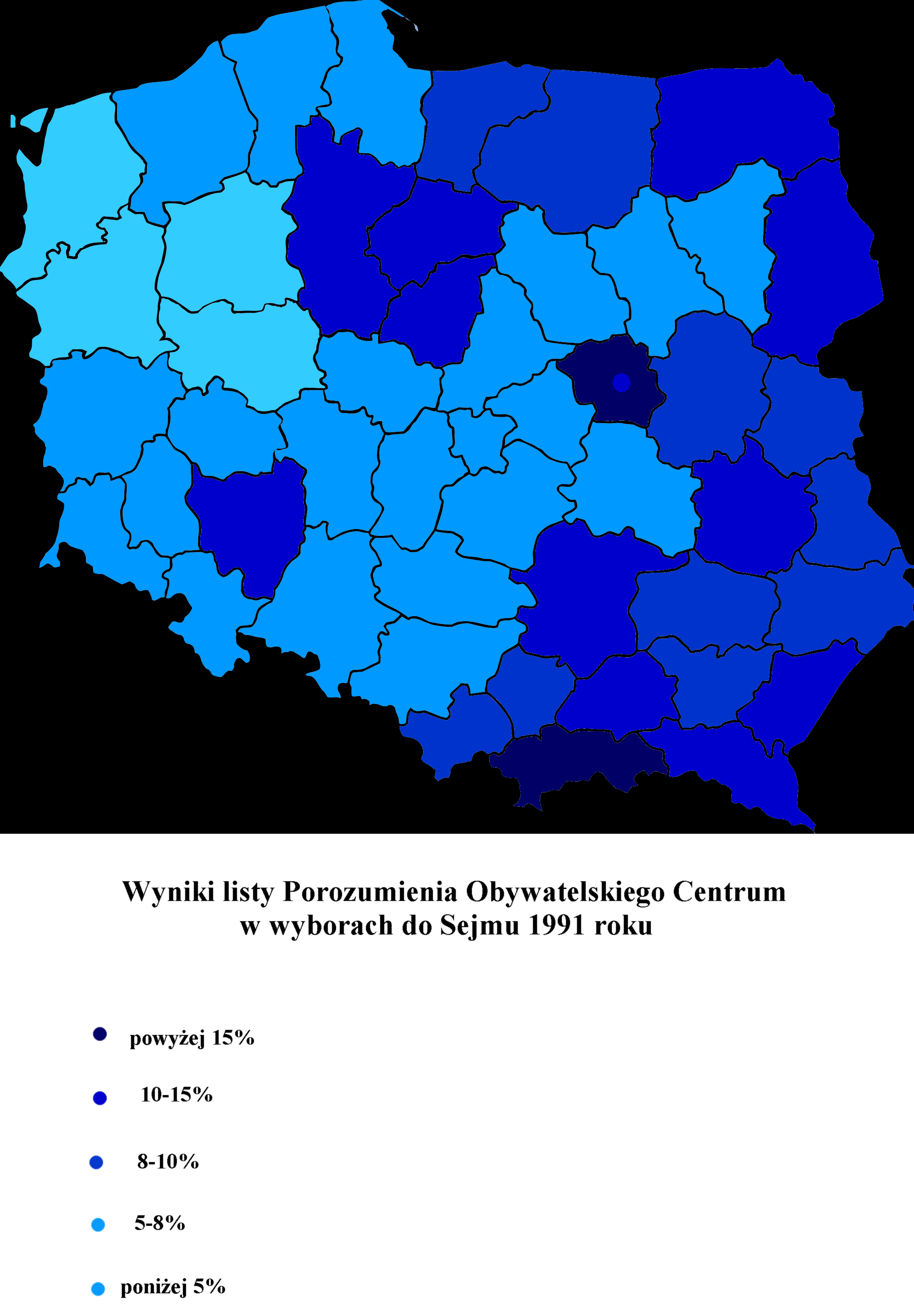
Wyniki Porozumienia Obywatelskiego Centrum w wyborach do Sejmu w 1991

Między rokiem 1930 a 1989 w Polsce nie było wolnych wyborów. System partyjny po II wojnie światowej był nierywalizacyjny – zmonopolizowany przez Polską Zjednoczoną Partię Robotniczą i stronnictwa sojusznicze. Stan ten utrzymywał się do 1989, kiedy na skutek obrad Okrągłego Stołu doszło do częściowo wolnych wyborów w 1989. System bipolarny szybko się rozpadał na skutek wewnętrznych sporów w obu stronnictwach. W styczniu 1990 została rozwiązana PZPR.
Na przełomie lat 80. i 90. doszło do gwałtownego wzrostu liczby partii politycznych i znacznego rozdrobnienia, szczególnie prawej strony sceny politycznej. Na przełomie 1990 i 1991 było ich ponad 100. W 1990 odbyły się wybory prezydenckie. Kampania przedwyborcza i rywalizacja pomiędzy Lechem Wałęsą a Tadeuszem Mazowieckim (tzw. wojna na górze), doprowadziły do wielu konfliktów ideowych i personalnych. Ugrupowania postsolidarnościowe przestały działać przeciwko wspólnemu wrogowi, jakim była Polska Zjednoczona Partia Robotnicza. Lewica postkomunistyczna z kolei zaczęła się jednoczyć w Sojusz Lewicy Demokratycznej i ewoluować w stronę ugrupowania socjaldemokratycznego. Część partii postsolidarnościowych (m.in. ZChN, KLD i PC) opowiadały się za przeprowadzeniem wyborów w maju. Coraz większe problemy rządu Jana Krzysztofa Bieleckiego spowodowały decyzję o wcześniejszym rozwiązaniu Sejmu.
Pierwsze całkowicie wolne wybory parlamentarne w Polsce, odbyły się najpóźniej spośród państw dawnego tzw. bloku wschodniego (wcześniej w pozostałych krajach bloku wschodniego odbywały się kolejno w: NRD – 18 marca 1990, na Węgrzech – 24 marca 1990, w Rumunii – 20 maja 1990, w Czechosłowacji – 8–9 czerwca 1990, w Bułgarii – 10 czerwca 1990 i w Albanii – 31 marca 1991). Przyczyny tego stanu były różne, lecz najważniejszą z nich były powolne prace nad ordynacją wyborczą (małym postsolidarnościowym partiom zależało na ordynacji proporcjonalnej, preferującej małe partie, natomiast lewica popierała ordynację większościową, preferującą duże). Ordynacja z 1989 była rozwiązaniem tymczasowym przystającym tylko do realiów z 1989. Nowa ordynacja została przyjęta 28 czerwca 1991.

## Ordynacja
Prace nad ordynacją wyborczą do sejmu rozpoczęły się w połowie 1990 roku. Część środowisk postsolidarnościowych opowiadała się za ordynacją proporcjonalną. Część partii politycznych (m.in. Zjednoczenie Chrześcijańsko-Narodowe) bało się ordynacji większościowej.
22 lutego Lech Wałęsa przesłał do Sejmu własną wersję ordynacji wyborczej. Przesłanie projektu opóźniło pracę parlamentu. 9 marca Sejm odrzucił projekt uchwały w sprawie przeprowadzenia wyborów w maju. Za wnioskiem głosowali jedynie posłowie OKP. 20 marca 1991 szef Kancelarii Prezydenta przesłał do Sejmu tezy wprowadzające ordynację proporcjonalną. Ostatecznie sejmowa komisja konstytucyjna zgłosiła projekt ordynacji uwzględniający część propozycji kancelarii prezydenta. Sejm uchwalił ordynację 10 maja. 23 maja ustawę o ordynacji uchwalił również Senat.
6 czerwca prezydent skierował do marszałka Sejmu list, w którym skrytykował uchwaloną ordynację, zarzucając, że jest m.in. zbyt skomplikowana, powoduje skrajną personalizację wyborów, dyskryminuje Kościół katolicki, poddając go nadzorowi administracyjnemu i zawiera błędy legislacyjne – m.in. żadna partia lub koalicja nie może wystawić więcej niż 85% kandydatów. Każda kolejna korespondencja z parlamentem przebiegała w coraz ostrzejszym tonie.
10 czerwca Lech Wałęsa zawetował ustawę o ordynacji. Weto uzasadnił potrzebą wprowadzenia czytelnego systemu wyborczego, jednoznacznego określenia ordynacji proporcjonalnej lub mieszanej oraz przeliczania głosów metodą Sainte-Laguë, zniesienia zakazu agitacji w kościołach i obowiązku zaznaczenia przez wyborców personalnych preferencji.
13 czerwca Sejm przyjął weto prezydenta do ordynacji wyborczej. Dwa dni później Sejm uchwalił ordynację, która znosiła zakaz prowadzenia kampanii wyborczej w kościołach oraz jednomandatowe okręgi wyborcze. Senat wprowadził do ordynacji pozostałe cztery postulaty prezydenckie, lecz zostały one odrzucone przez sejm większością 2/3 głosów. 23 czerwca prezydent zapowiedział zawetowanie ustawy o ordynacji. 26 czerwca formalnie Lech Wałęsa podjął decyzję o zawetowaniu ordynacji. Dwa dni później sejm odrzucił weto prezydenta większością (282 głosów za, 100 przeciw i 9 wstrzymujących się)
1 lipca prezydent podpisał ordynację i skierował do sejmu projekty ustaw podtrzymujące wcześniejsze postulaty. Ostateczny koniec sporu wokół ordynacji nastąpił 11 lipca wraz z odrzuceniem przez sejm obydwu propozycji prezydenta.
W wyborach do Sejmu i Senatu obowiązywała ustawa z dnia 28 czerwca 1991 – Ordynacja wyborcza do Sejmu Rzeczypospolitej Polskiej (Dz.U. Nr 59, poz. 252), która weszła w życie z dniem ogłoszenia (3 lipca). Stanowiła ona, iż: „Wybory posłów na Sejm Rzeczypospolitej Polskiej są powszechne, bezpośrednie, równe i wolne oraz przeprowadzane w głosowaniu tajnym”. Czynne prawo wyborcze (możliwość wybierania) mieli wszyscy obywatele polscy, a także mieszkający przynajmniej przez 5 lat na terenie Polski obywatele innych państw, którzy mieli ukończone 18 lat. Bierne prawo wyborcze (możliwość kandydowania) mieli obywatele polscy, którzy w dniu głosowania mieli ukończone przynajmniej 21 lat i zamieszkiwali w Polsce przez przynajmniej 5 lat. Prawa wyborczego zarówno biernego, jak i czynnego nie miały osoby pozbawione praw publicznych oraz ubezwłasnowolnione. Prawo do głosowania za granicą posiadali tylko obywatele polscy, którzy posiadali prawo wyborcze.

## Komitety wyborcze do Sejmu i Senatu
|  | Nr listy | Komitet wyborczy                                                  | Lider | Lider                                      | Hasła wyborcze                                      |
|  | -------- | ----------------------------------------------------------------- | ----- | ------------------------------------------ | --------------------------------------------------- |
|  | 2        | Polskie Stronnictwo Ludowe Sojusz Programowy                      |       | Waldemar Pawlak                            | Chłopi na Wiejską                                   |
|  | 3        | Solidarność Pracy                                                 |       | Andrzej Miłkowski                          |                                                     |
|  | 7        | Chrześcijańska Demokracja                                         |       | Władysław Siła-Nowicki                     |                                                     |
|  | 8        | Stronnictwo Demokratyczne                                         |       | Aleksander Mackiewicz                      |                                                     |
|  | 12       | Porozumienie Obywatelskie Centrum                                 |       | Jarosław Kaczyński                         |                                                     |
|  | 13       | Polskie Stronnictwo Ludowe – Porozumienie Ludowe                  |       | Józef Ślisz                                |                                                     |
|  | 16       | Niezależny Samorządny Związek Zawodowy Policjantów                |       | Andrzej Kosiak                             |                                                     |
|  | 17       | Wyborcza Akcja Katolicka                                          |       | Wiesław Chrzanowski                        |                                                     |
|  | 20       | Mniejszość Niemiecka                                              |       | Henryk Kroll                               |                                                     |
|  | 20       | Stronnictwo Narodowe                                              |       | Józef Więcławek                            |                                                     |
|  | 30       | Niezależny Samorządny Związek Zawodowy „Solidarność”              |       | Marian Krzaklewski                         | Partii jest wiele, S jedna                          |
|  | 32       | Kongres Liberalno-Demokratyczny                                   |       | Donald Tusk                                | Warto głosować na Kongres; Nie bój się jutra        |
|  | 36       | Ruch Chrześcijańsko-Społeczny „Przymierze”                        |       | Kazimierz Morawski                         |                                                     |
|  | 39       | Ruch Demokratyczno-Społeczny                                      |       | Zbigniew Bujak                             |                                                     |
|  | 41       | Konfederacja Polski Niepodległej                                  |       | Leszek Moczulski                           | Rozkradanie majątku narodowego                      |
|  | 42       | Unia Polityki Realnej                                             |       | Janusz Korwin-Mikke                        |                                                     |
|  | 43       | Koalicja Polskiej Partii Ekologicznej i Polskiej Partii Zielonych |       | PPE:? PPZ: Janusz Bryczkowski              |                                                     |
|  | 46       | Partia Wolności                                                   |       | Kornel Morawiecki                          |                                                     |
|  | 48       | Białoruski KW                                                     |       | Sokrat Janowicz                            |                                                     |
|  | 49       | Blok Ludowo-Chrześcijański                                        |       | Józef Ślisz (PSL „S”), Artur Balazs (SLCh) |                                                     |
|  | 54       | Unia Demokratyczna                                                |       | Tadeusz Mazowiecki                         | Jestem za!                                          |
|  | 55       | Wyborczy Blok Mniejszości                                         |       | ?                                          |                                                     |
|  | 58       | Polski Związek Zachodni                                           |       | ?                                          |                                                     |
|  | 60       | Sojusz Lewicy Demokratycznej                                      |       | Aleksander Kwaśniewski                     | Tak dalej być nie musi; Niech reformy służą ludziom |
|  | 61       | Partia Chrześcijańskich Demokratów                                |       | Krzysztof Pawłowski                        |                                                     |
|  | 62       | Polska Partia Ekologiczna – Zieloni                               |       | Jerzy Beer                                 |                                                     |
|  | 63       | Polska Partia Przyjaciół Piwa                                     |       | Janusz Rewiński                            | Jak wypić to piwo                                   |

## Wybory do Sejmu I kadencji
W 37 okręgach wyborczych wybierano 391 posłów, zaś 69 mandatów było obsadzanych z list ogólnopolskich.

### Listy kandydatów
Okręg wyborczy obejmował od 7 do 17 mandatów; stanowił on – w zależności od liczby mieszkańców – obszar województwa (18 okręgów), obszar 2 bądź 3 województw (14 okręgów), bądź też część obszaru województwa (w województwie warszawskim: m. st. Warszawa oraz pozostała część województwa; w województwie katowickim – okręgi: Sosnowiec, Katowice i Gliwice). Dla zarejestrowania okręgowej listy kandydatów na posłów było wymagane zebranie 5 tysięcy podpisów wyborców zamieszkałych w danym okręgu. Zarejestrowanie list w 5 okręgach (bądź łączne zebranie 50 tysięcy podpisów) upoważniało do dalszego rejestrowania list bez zbierania podpisów. Z wymogu tego były wyłączone komitety wyborcze mniejszości narodowych (wystarczała rejestracja list w 2 okręgach bądź 20 tysięcy podpisów); z zapisu tego skorzystały: Mniejszość Niemiecka, Białoruski Komitet Wyborczy oraz Wyborczy Blok Mniejszości (grupujący obywateli RP pochodzenia litewskiego, ukraińskiego oraz słowackiego).
Pozostałe 69 (460–391) mandatów obsadzano z list ogólnopolskich; warunkiem uprawniającym do zgłoszenia takiej listy było zarejestrowanie list okręgowych w co najmniej 5 okręgach. Z tego warunku tego były zwolnione komitety wyborcze mniejszości narodowych. System listy ogólnopolskiej był dysproporcjonalny. Dawał więcej mandatów partiom większym. Natomiast nie dawał ich partiom małym (regionalnym). Dodatkowo obowiązywało głosowanie na listę, a nie na kandydata, co powodowało, że komitety umieszczały na tych listach kandydatów mniej popularnych, ale dla nich istotnych.
Wadą tego typu ordynacji była fragmentaryzacja. Natomiast zaletą brak „głosowania strategicznego przeciwko”.

### Podział mandatów
Wyborca zakreślał (stawiał krzyżyk) przy nazwisku preferowanego kandydata. Oddany głos był zaliczany najpierw jako głos na okręgową listę kandydatów; w przypadku, gdy lista uzyskała mandat(y), posłami zostawali kandydaci, na których oddano największą liczbę głosów.
Mandaty w okręgach przyznawano według ordynacji proporcjonalnej, spośród 6980 kandydatów zarejestrowanych na 934 listach. Głosy w okręgach przeliczano na mandaty metodą Hare’a-Niemeyera, nie było przy tym wymagane przekroczenie żadnego progu wyborczego.
Mandaty z list ogólnopolskich (zarejestrowano ich 16) przydzielano proporcjonalnie zmodyfikowaną metodą Sainte-Laguë; mogły je uzyskać komitety, które uzyskały co najmniej 5% głosów w skali kraju lub zdobyły mandaty w co najmniej 5 okręgach.
Przeliczenie głosów metodą D’Hondta, która była stosowana w późniejszych wyborach, dałoby podobne rezultaty, jednakże ze względu na 5% próg wyborczy do parlamentu weszliby przedstawiciele tylko 10 komitetów.

#### Okręgi wyborcze
| Nr | Siedziba komisji     | Obszar                                                | Liczba mandatów |
| -- | -------------------- | ----------------------------------------------------- | --------------- |
| 1  | Warszawa             | Miasto Stołeczne Warszawa                             | 17              |
| 2  | Legionowo            | województwo warszawskie z wyłączeniem M. St. Warszawa | 8               |
| 3  | Płock                | województwa płockie i skierniewickie                  | 10              |
| 4  | Łódź                 | województwo łódzkie                                   | 12              |
| 5  | Piotrków Trybunalski | województwo piotrkowskie                              | 7               |
| 6  | Konin                | województwo konińskie i sieradzkie                    | 9               |
| 7  | Radom                | województwo radomskie                                 | 8               |
| 8  | Kielce               | województwo kieleckie                                 | 11              |
| 9  | Częstochowa          | województwo częstochowskie                            | 8               |
| 10 | Opole                | województwo opolskie                                  | 10              |
| 11 | Wrocław              | województwo wrocławskie                               | 12              |
| 12 | Wałbrzych            | województwo wałbrzyskie                               | 8               |
| 13 | Jelenia Góra         | województwa jeleniogórskie i legnickie                | 11              |
| 14 | Zielona Góra         | województwa zielonogórskie i leszczyńskie             | 11              |
| 15 | Kalisz               | województwo kaliskie                                  | 7               |
| 16 | Toruń                | województwa toruńskie i włocławskie                   | 11              |
| 17 | Bydgoszcz            | województwo bydgoskie                                 | 11              |
| 18 | Poznań               | województwo poznańskie                                | 14              |
| 19 | Gorzów Wielkopolski  | województwa gorzowskie i pilskie                      | 10              |
| 20 | Szczecin             | województwo szczecińskie                              | 10              |
| 21 | Koszalin             | województwa koszalińskie i słupskie                   | 9               |
| 22 | Gdańsk               | województwo gdańskie                                  | 15              |
| 23 | Olsztyn              | województwa olsztyńskie i elbląskie                   | 13              |
| 24 | Ostrołęka            | województwa ostrołęckie, ciechanowskie i łomżyńskie   | 12              |
| 25 | Białystok            | województwa białostockie i suwalskie                  | 12              |
| 26 | Siedlce              | województwa siedleckie i bialskopodlaskie             | 10              |
| 27 | Zamość               | województwa zamojskie i chełmskie                     | 7               |
| 28 | Lublin               | województwo lubelskie                                 | 10              |
| 29 | Rzeszów              | województwa rzeszowskie i tarnobrzeskie               | 13              |
| 30 | Przemyśl             | województwa przemyskie i krośnieńskie                 | 9               |
| 31 | Tarnów               | województwo tarnowskie                                | 7               |
| 32 | Nowy Sącz            | województwo nowosądeckie                              | 7               |
| 33 | Kraków               | województwo krakowskie                                | 13              |
| 34 | Bielsko-Biała        | województwo bielskie                                  | 9               |
| 35 | Sosnowiec            | cześć województwa katowickiego                        | 10              |
| 36 | Katowice             | część województwa katowickiego                        | 17              |
| 37 | Gliwice              | część województwa katowickiego                        | 13              |

### Listy zblokowane
W ordynacji wyborczej z 1991 wprowadzono osobliwą instytucję blokowania list. Mianowicie, po zarejestrowaniu okręgowych list kandydatów, lecz nie później niż 38. dnia przed dniem wyborów, pełnomocnicy zainteresowanych komitetów wyborczych mogli złożyć wspólne oświadczenie wobec okręgowej komisji wyborczej w sprawie sumowania głosów oddanych w okręgu wyborczym na ich listy jako podstawy łącznego uczestniczenia tych list w podziale mandatów (blokowanie list kandydatów).
Per analogiam dotyczyło to również list ogólnopolskich.
Bloki wyborcze w okręgach wyborczych tworzone były przez:
- Porozumienie Obywatelskie Centrum i NSZZ „Solidarność”,
- Mniejszość Niemiecką i Białoruski Komitet Wyborczy,
- Ruch Powszechnej Własności i Unię Polityki Realnej,
- Stronnictwo Demokratyczne i Ruch Chrześcijańsko-Społeczny,
- Konfederacja Polski Niepodległej, Polski Związek Zachodni, Blok Ludowo-Chrześcijański, Polskę Partię Ekologiczną – Zielonych (w Krakowie dodatkowo – Sojusz Kobiet Przeciw Trudnościom Życia); tym tłumaczy się uzyskanie aż 5 mandatów przez te marginalne ugrupowania.

### Wyniki głosowania i wyniki wyborów do Sejmu I kadencji
Frekwencja w wyborach do Sejmu wyniosła 43,20%; głosów nieważnych było 5,63%.
Uprawnionych do głosowania było 27 516 166 osób.
Spośród 111 zarejestrowanych komitetów wyborczych mandaty uzyskało 29 (przy czym 11 komitetów uzyskało po jednym mandacie). Scena polityczna była silnie rozdrobniona szczególnie wśród ugrupowań prawicowych. Index Rae'a wynosił 0,942, co oznacza skrajną fragmentaryzację, a wskaźnik efektywnej liczby partii wyniósł 13,9 i był najwyższy w Europie. Znaczna część ugrupowań, które zdobyły miejsca w parlamencie, znajdowała się poza pasem standaryzacji, stąd nie było możliwe przyporządkowanie ich do klasycznych stronnictw parlamentarnych. Wśród wielu stronnictw dochodziło do animozji personalnych, które prowadziły do braku zgody na koalicję mimo zbieżnych poglądów. Trzy ugrupowania (SLD, KPN i PSL) były stronnictwami izolowanymi przez pozostałe. Z tego względu rządu nie stworzył Bronisław Geremek. Gabinet Jana Olszewskiego powołany 23 grudnia 1991 był rządem mniejszościowym mającym zaplecze składające się z 4 partii i bazę 27%. Rząd Hanny Suchockiej powołany 11 lipca 1992 również był rządem mniejszościowym mającym odpowiednio 7 partii i bazę 30%. Brak stabilności sceny politycznej spowodował uchwalenie nowej ordynacji, która promowała system dwublokowy.
W innych krajach Europy Środkowej, w wyniku zastosowania progu wyborczego, scena polityczna była mniej rozdrobniona, a przez to bardziej spolaryzowana.
Poniższa tabela zawiera wyniki głosowania w skali kraju (ujęto te jedynie komitety wyborcze, które uzyskały mandaty; dodana nazwa miasta oznacza, iż dany komitet zarejestrował tylko jedną listę w odnośnym okręgu wyborczym).

### Wyniki wyborów do Sejmu RP

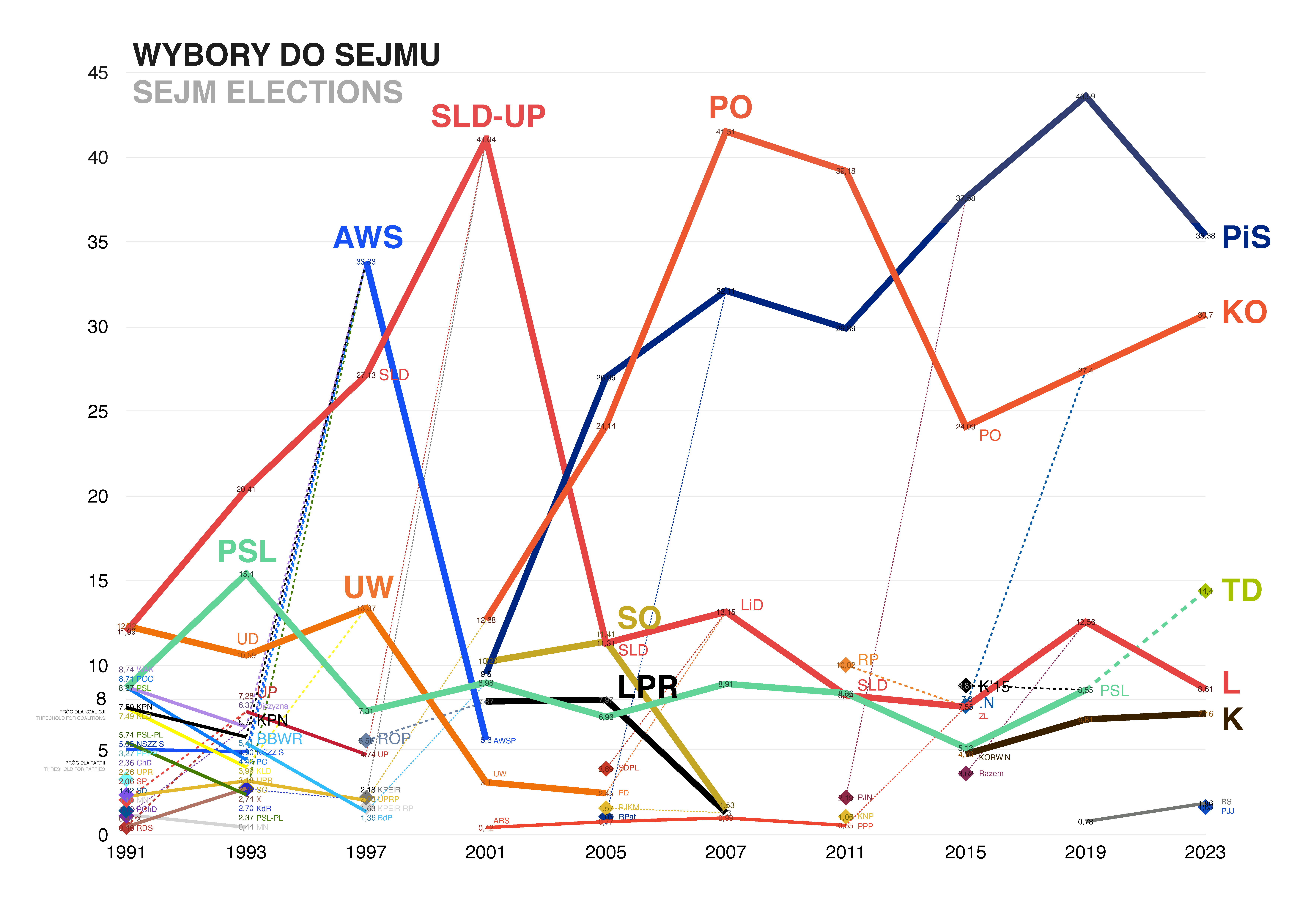
Wyniki wyborów do Sejmu 1991–2023

Zwycięzcy w poszczególnych okręgach w wyborach do Sejmu RP

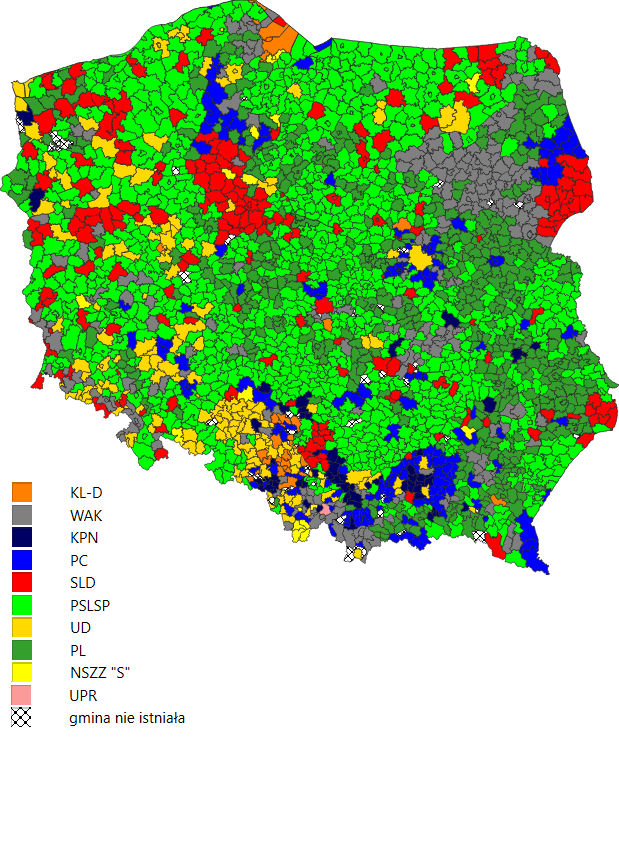
Zwycięzcy w poszczególnych gminach w wyborach do Sejmu RP

| Komitet wyborczy | Komitet wyborczy                                     | Głosy     | Głosy | Mandaty | Mandaty |
| Komitet wyborczy | Komitet wyborczy                                     | Liczba    | %     | Liczba  | %       |
| ---------------- | ---------------------------------------------------- | --------- | ----- | ------- | ------- |
|                  | Unia Demokratyczna                                   | 1 382 051 | 12,32 | 62      | 13,48   |
|                  | Sojusz Lewicy Demokratycznej                         | 1 344 820 | 11,99 | 60      | 13,04   |
|                  | Wyborcza Akcja Katolicka                             | 980 304   | 8,74  | 49      | 10,65   |
|                  | Polskie Stronnictwo Ludowe Sojusz Programowy         | 972 952   | 8,67  | 48      | 10,43   |
|                  | Konfederacja Polski Niepodległej                     | 841 738   | 7,50  | 46      | 10,00   |
|                  | Porozumienie Obywatelskie Centrum                    | 977 344   | 8,71  | 44      | 9,57    |
|                  | Kongres Liberalno-Demokratyczny                      | 839 978   | 7,49  | 37      | 8,04    |
|                  | Porozumienie Ludowe                                  | 613 626   | 5,47  | 28      | 6,09    |
|                  | Niezależny Samorządny Związek Zawodowy „Solidarność” | 566 553   | 5,05  | 27      | 5,87    |
|                  | Polska Partia Przyjaciół Piwa                        | 367 106   | 3,27  | 16      | 3,48    |
|                  | Mniejszość Niemiecka                                 | 132 059   | 1,18  | 7       | 1,52    |
|                  | Chrześcijańska Demokracja                            | 265 179   | 2,36  | 5       | 1,09    |
|                  | Solidarność Pracy                                    | 230 975   | 2,06  | 4       | 0,87    |
|                  | Partia Chrześcijańskich Demokratów                   | 125 314   | 1,12  | 4       | 0,87    |
|                  | Polski Związek Zachodni                              | 26 053    | 0,23  | 4       | 0,87    |
|                  | Unia Polityki Realnej                                | 253 024   | 2,26  | 3       | 0,65    |
|                  | Partia X                                             | 52 735    | 0,47  | 3       | 0,65    |
|                  | Ruch Autonomii Śląska                                | 40 061    | 0,36  | 2       | 0,43    |
|                  | Stronnictwo Demokratyczne                            | 159 017   | 1,42  | 1       | 0,22    |
|                  | Ruch Demokratyczno-Społeczny                         | 51 656    | 0,46  | 1       | 0,22    |
|                  | Ludowe Porozumienie Wyborcze „Piast”                 | 42 031    | 0,37  | 1       | 0,22    |
|                  | Solidarność 80                                       | 28 139    | 0,25  | 1       | 0,22    |
|                  | Krakowska Koalicja Solidarni z Prezydentem           | 27 586    | 0,25  | 1       | 0,22    |
|                  | Związek Podhalan                                     | 26 744    | 0,24  | 1       | 0,22    |
|                  | Wielkopolsce i Polsce                                | 23 188    | 0,21  | 1       | 0,22    |
|                  | Bydgoska Lista Jedności Ludowej                      | 18 902    | 0,17  | 1       | 0,22    |
|                  | KW Prawosławnych                                     | 13 788    | 0,12  | 1       | 0,22    |
|                  | Unia Wielkopolan i Lubuszan                          | 11 737    | 0,08  | 1       | 0,22    |
|                  | Sojusz Kobiet Przeciw Trudnościom Życia              | 1 922     | 0,02  | 1       | 0,22    |
|                  |                                                      |           |       |         |         |

| Pozostałe komitety wyborcze | Pozostałe komitety wyborcze                                       | 802 020 | 7,15 | – | – |
|                             | Polska Partia Ekologiczna – Zieloni                               | 91 726  | 0,82 | – | – |
|                             | Zdrowa Polska – Sojusz Ekologiczny                                | 89 034  | 0,79 | – | – |
|                             | Partia Wolności                                                   | 78 704  | 0,70 | – | – |
|                             | Stronnictwo Narodowe                                              | 74 082  | 0,66 | – | – |
|                             | Koalicja Polskiej Partii Ekologicznej i Polskiej Partii Zielonych | 71 043  | 0,63 | – | – |
|                             | Blok Ludowo-Chrześcijański                                        | 36 665  | 0,33 | – | – |
|                             | Ruch Chrześcijańsko-Społeczny „Przymierze”                        | 30 092  | 0,27 | – | – |
|                             | Wyborczy Blok Mniejszości                                         | 29 428  | 0,26 | – | – |
|                             | Koalicja Republikańska                                            | 23 506  | 0,21 | – | – |
|                             | Niezależny Samorządny Związek Zawodowy Policjantów                | 22 444  | 0,20 | – | – |
|                             | Rzemiosło i Mała Przedsiębiorczość                                | 14 089  | 0,13 | – | – |
|                             | Kongres Rzeczypospolitej Samorządnej                              | 11 955  | 0,11 | – | – |
|                             | Koalicja Środowisk Kobiecych                                      | 10 587  | 0,09 | – | – |
|                             | Wojewódzki Komitet Obywatelski                                    | 9 704   | 0,09 | – | – |
|                             | Konfederacja Pracodawców                                          | 8 446   | 0,08 | – | – |
|                             | Lista Prezesa Zbigniewa Morawskiego                               | 8 379   | 0,07 | – | – |
|                             | Regionalne Forum Wyborcze                                         | 7 724   | 0,07 | – | – |
|                             | Mniejszość Niemiecka – Pojednanie i Przyszłość                    | 6 108   | 0,05 | – | – |
|                             | Białoruski Komitet Wyborczy                                       | 6 081   | 0,05 | – | – |
|                             | Wielkopolska Koalicja Samorządowa                                 | 5 939   | 0,05 | – | – |
|                             | Niezależni – Przedsiębiorcy                                       | 5 604   | 0,05 | – | – |
|                             | Solidarni Lokatorzy i Emeryci                                     | 5 497   | 0,05 | – | – |
|                             | Nasza Polska – Lista Bezpartyjnych                                | 5 472   | 0,05 | – | – |
|                             | Radomska Lista Ludowo-Samorządowa                                 | 5 318   | 0,05 | – | – |
|                             | Polska Wspólnota Narodowa – Polskie Stronnictwo Narodowe          | 5 262   | 0,05 | – | – |
|                             | Związek Zawodowy Maszynistów PKP                                  | 5 142   | 0,05 | – | – |
|                             | Partia VICTORIA                                                   | 5 000   | 0,04 | – | – |
|                             | Osoby Niepełnosprawne, Emeryci i Renciści                         | 4 955   | 0,04 | – | – |
|                             | Komitety Obywatelskie                                             | 4 934   | 0,04 | – | – |
|                             | Samorządy Gmin                                                    | 4 711   | 0,04 | – | – |
|                             | Ruch Powszechnej Własności                                        | 4 648   | 0,04 | – | – |
|                             | Porozumienie Obywatelskie przy Delegaturze „S”                    | 4 501   | 0,04 | – | – |
|                             | Niezależni Rolnicy „Kłos”                                         | 4 190   | 0,04 | – | – |
|                             | Bezpartyjna Lista Gmin Województwa Radomskiego                    | 4 003   | 0,04 | – | – |
|                             | Polski Związek Emerytów, Rencistów i Inwalidów O/W Legnica        | 3 958   | 0,04 | – | – |
|                             | Stowarzyszenie Rodzin Katolickich                                 | 3 939   | 0,04 | – | – |
|                             | Bezpartyjna Lista Niezależnych                                    | 3 763   | 0,03 | – | – |
|                             | Związki Zawodowe w Obronie Społeczeństwa                          | 3 759   | 0,03 | – | – |
|                             | Porozumienie Komitetów Obywatelskich                              | 3 611   | 0,03 | – | – |
|                             | Polska Partia Bezdomnych                                          | 3 491   | 0,03 | – | – |
|                             | Ruch Obrony Samorządności                                         | 3 354   | 0,03 | – | – |
|                             | Samoobrona Rolników                                               | 3 247   | 0,03 | – | – |
|                             | Bóg, Honor, Ojczyzna                                              | 3 195   | 0,03 | – | – |
|                             | Wyborcy Gmin Kurpiowskich                                         | 3 060   | 0,03 | – | – |
|                             | Społeczny Komitet Obrony Praworządności                           | 3 007   | 0,03 | – | – |
|                             | Lista Niezależnych z Ruchu Zawodowego                             | 2 938   | 0,03 | – | – |
|                             | Kombatant                                                         | 2 910   | 0,03 | – | – |
|                             | „Ojcowizna”                                                       | 2 902   | 0,03 | – | – |
|                             | Małopolski Niezależny KW                                          | 2 786   | 0,02 | – | – |
|                             | Region Wrocławski Ponad Podziałami                                | 2 743   | 0,02 | – | – |
|                             | Regionalny Ruch Komitetów Obywatelskich w Zawierciu               | 2 684   | 0,02 | – | – |
|                             | Niezależna Przedsiębiorczość                                      | 2 632   | 0,02 | – | – |
|                             | Partia Konserwatywno-Liberalna                                    | 2 578   | 0,02 | – | – |
|                             | Samorządowy KW                                                    | 2 361   | 0,02 | – | – |
|                             | Rzemiosło                                                         | 2 261   | 0,02 | – | – |
|                             | Narodowy KW                                                       | 2 102   | 0,02 | – | – |
|                             | Stowarzyszenie 2000                                               | 2 044   | 0,02 | – | – |
|                             | PETEP Polskie Towarzystwo Pielęgniarskie                          | 1 934   | 0,02 | – | – |
|                             | Północno-Wschodnie Stowarzyszenie Rolnicze                        | 1 928   | 0,02 | – | – |
|                             | Blok Przemysłu i Środowisk Technicznych                           | 1 914   | 0,02 | – | – |
|                             | Polska Partia Dobrobytu                                           | 1 892   | 0,02 | – | – |
|                             | Ruch Narodowo-Liberalny                                           | 1 818   | 0,02 | – | – |
|                             | Mazowiecka Unia Wyborcza                                          | 1 793   | 0,02 | – | – |
|                             | Stronnictwo Sprawiedliwości Społecznej                            | 1 792   | 0,02 | – | – |
|                             | Ruch „Ratunek dla Zagłębia”                                       | 1 658   | 0,01 | – | – |
|                             | Społeczno-Wojskowe Forum Wyborcze „Baszta”                        | 1 475   | 0,01 | – | – |
|                             | Polski Związek Działkowców                                        | 1 464   | 0,01 | – | – |
|                             | Wielkopolanki 91                                                  | 1 345   | 0,01 | – | – |
|                             | Samorządność                                                      | 1 119   | 0,01 | – | – |
|                             | Grupa Kandydatów Niezależnych                                     | 1 075   | 0,01 | – | – |
|                             | Niezależni’91                                                     | 1 048   | 0,01 | – | – |
|                             | „Daj Nam Szansę”                                                  | 1 000   | 0,01 | – | – |
|                             | Ruch Nowej Polski                                                 | 967     | 0,01 | – | – |
|                             | Polska Partia Niepodległościowa                                   | 831     | 0,01 | – | – |
|                             | Pracownicy PeKaPeeS                                               | 696     | 0,01 | – | – |
|                             | Wolna Inicjatywa Społeczna                                        | 694     | 0,01 | – | – |
|                             | Strażacki Społeczny KW                                            | 671     | 0,01 | – | – |
|                             | Polskie Towarzystwo Charytatywne                                  | 608     | 0,01 | – | – |

|                |                |            |        |     |        |
| Ogółem         | Ogółem         | 11 218 602 | 100,00 | 460 | 100,00 |
| Głosy nieważne | Głosy nieważne | 669 347    | 5,63   |     |        |
| Frekwencja     | Frekwencja     | 11 887 949 | 43,20  |     |        |

Liczba mandatów
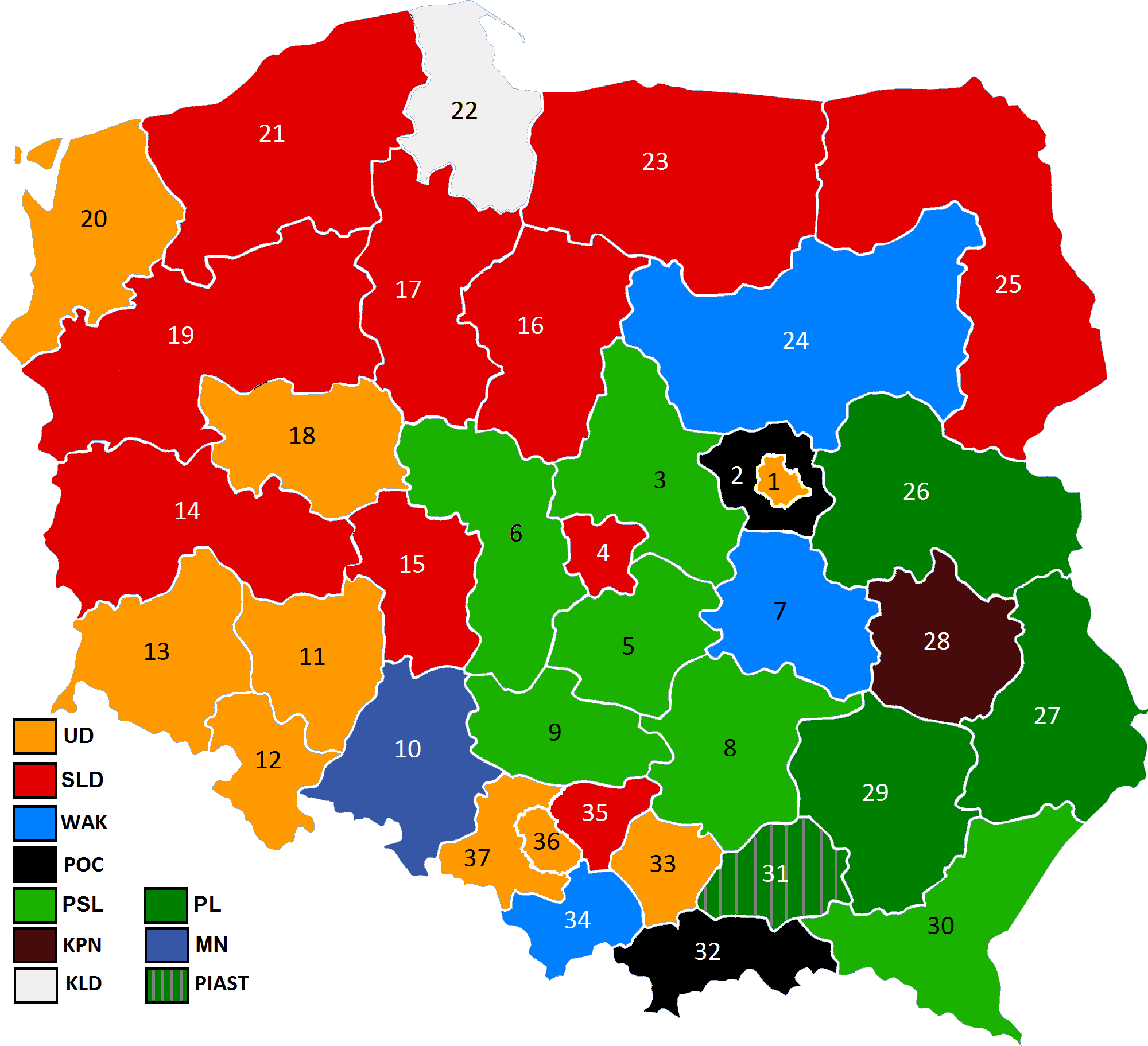
Zwycięskie komitety wyborcze w okręgach

Podział mandatów i rozkład procentowy poparcia w wyniku wyborów z uwzględnieniem podziału na późniejszą koalicję rządzącą w kolejności: ugrupowania rządowe, opozycja parlamentarna i pozaparlamentarna (komitety, które nie przekroczyły 1% poparcia w skali kraju, potraktowano zbiorczo):
|     |     |    |    |     |     |     |     |      |      |   |   |      |
| ↓   |     |    |    |     |     |     |     |      |      |   |   |      |
| 49  | 44  | 28 | 62 | 60  | 48  | 46  | 37  | 27   | 16   | 7 | 5 |      |
| WAK | POC | PL | UD | SLD | PSL | KPN | KLD | NSZZ | PPPP |   |   | INNE |

|     |     |    |    |     |     |     |     |      |  |  |  |    |  |  |  |  |
| ↓   |     |    |    |     |     |     |     |      |  |  |  |    |  |  |  |  |
| WAK | POC | PL | UD | SLD | PSL | KPN | KLD | NSZZ |  |  |  | SP |  |  |  |  |

#### Wyniki głosowania w skali okręgów
Wszystkie dane wyrażono w procentach.
| Okręg  | Nazwa                |       |       |       |       |       |       |       |       |       |      |       |         |       | Frekwencja |
| Okręg  | Nazwa                | UD    | SLD   | WAK   | PSLSP | KPN   | PC    | KLD   | PL    | „S”   | PPPP | MN    | „Piast” | Inni  | Frekwencja |
| ------ | -------------------- | ----- | ----- | ----- | ----- | ----- | ----- | ----- | ----- | ----- | ---- | ----- | ------- | ----- | ---------- |
| 1      | Warszawa I           | 18,88 | 13,30 | 6,70  | 1,68  | 4,35  | 14,29 | 16,57 | 0,61  | 1,45  | 3,91 | 0,05  | –       | 18,23 | 54,68      |
| 2      | Warszawa II          | 9,67  | 8,37  | 12,91 | 5,83  | 6,17  | 17,19 | 9,81  | 4,71  | 3,94  | 4,21 | –     | –       | 17,19 | 40,07      |
| 3      | Płock                | 8,60  | 13,30 | 4,35  | 22,53 | 4,88  | 6,68  | 4,71  | 9,35  | 4,06  | 3,22 | –     | –       | 18,32 | 35,32      |
| 4      | Łódź                 | 15,36 | 17,69 | 14,22 | 3,24  | 6,84  | 7,16  | 7,95  | 0,98  | 5,26  | 3,85 | –     | –       | 17,44 | 43,32      |
| 5      | Piotrków Trybunalski | 9,34  | 11,81 | 9,62  | 15,63 | 8,62  | 5,43  | 5,45  | 9,75  | 6,63  | 3,43 | –     | –       | 14,27 | 38,79      |
| 6      | Konin                | 8,05  | 14,17 | 6,77  | 19,45 | 6,00  | 6,58  | 4,52  | 12,18 | 4,79  | 3,37 | –     | –       | 14,14 | 38,05      |
| 7      | Radom                | 6,95  | 10,75 | 17,20 | 12,27 | 8,01  | 5,98  | 4,64  | 6,37  | 5,23  | 3,17 | –     | –       | 19,44 | 38,03      |
| 8      | Kielce               | 8,79  | 14,75 | 4,77  | 18,56 | 6,92  | 11,10 | 5,77  | 4,36  | 4,87  | 2,71 | –     | –       | 17,38 | 39,55      |
| 9      | Częstochowa          | 10,16 | 11,23 | 7,88  | 12,86 | 11,50 | 7,81  | 6,44  | 3,86  | 5,66  | 4,54 | 4,61  | –       | 13,48 | 44,21      |
| 10     | Opole                | 13,68 | 8,90  | 4,75  | 9,80  | 5,22  | 6,43  | 4,96  | –     | 4,36  | 3,22 | 26,11 | –       | 12,57 | 41,71      |
| 11     | Wrocław              | 20,77 | 12,49 | 8,54  | 5,32  | 5,15  | 11,48 | 8,30  | 2,45  | 4,71  | 3,14 | 0,22  | –       | 17,42 | 45,37      |
| 12     | Wałbrzych            | 16,61 | 14,91 | 11,13 | 7,00  | 6,95  | 7,77  | 5,46  | 3,98  | 4,62  | 5,99 | –     | –       | 15,58 | 39,77      |
| 13     | Jelenia Góra         | 14,38 | 13,98 | 7,55  | 8,31  | 7,39  | 7,02  | 6,26  | 4,39  | 6,04  | 4,56 | –     | –       | 20,11 | 39,10      |
| 14     | Zielona Góra         | 11,56 | 14,74 | 11,73 | 13,95 | 4,01  | 7,67  | 4,31  | 1,76  | 3,56  | 4,02 | –     | –       | 22,69 | 42,10      |
| 15     | Kalisz               | 13,57 | 14,43 | 7,72  | 14,31 | 4,44  | 5,06  | 4,24  | 9,11  | 5,16  | 3,61 | –     | –       | 18,34 | 44,34      |
| 16     | Toruń                | 12,36 | 15,03 | 5,91  | 9,87  | 6,23  | 10,09 | 8,57  | 8,35  | –     | 2,83 | –     | –       | 20,77 | 39,02      |
| 17     | Bydgoszcz            | 10,36 | 18,49 | 6,18  | –     | 6,56  | 10,27 | 7,50  | 4,58  | 11,50 | 4,43 | –     | –       | 20,14 | 45,67      |
| 18     | Poznań               | 17,40 | 10,50 | 7,16  | 7,53  | 3,82  | 4,68  | 9,82  | 2,78  | 4,36  | 3,98 | –     | –       | 27,98 | 47,72      |
| 19     | Gorzów Wielkopolski  | 14,36 | 16,12 | 10,01 | 12,08 | 5,11  | 4,93  | 4,43  | 5,53  | 6,27  | –    | –     | –       | 21,17 | 41,96      |
| 20     | Szczecin             | 16,88 | 12,50 | 8,62  | 5,61  | 10,66 | 4,01  | 7,46  | 6,48  | 5,57  | 3,55 | 0,30  | –       | 18,37 | 42,16      |
| 21     | Koszalin             | 13,14 | 13,78 | 4,33  | 10,51 | 5,76  | 5,61  | 5,31  | 3,32  | 5,43  | 3,74 | –     | –       | 29,06 | 40,07      |
| 22     | Gdańsk               | 10,05 | 7,42  | 9,48  | 4,27  | 6,49  | 6,53  | 16,95 | 3,08  | 14,23 | 3,30 | –     | –       | 18,19 | 50,09      |
| 23     | Olsztyn              | 11,59 | 12,82 | 6,69  | 11,44 | 5,33  | 9,24  | 6,92  | 3,44  | 4,66  | 4,44 | –     | –       | 23,42 | 39,42      |
| 24     | Ostrołęka            | 4,79  | 10,94 | 21,00 | 14,86 | 3,78  | 5,45  | 3,49  | 12,65 | 3,60  | 2,98 | –     | –       | 16,44 | 36,36      |
| 25     | Białystok            | 7,39  | 17,83 | 14,00 | 6,24  | 3,91  | 10,57 | 4,50  | 6,83  | 3,50  | 3,18 | –     | –       | 22,06 | 41,13      |
| 26     | Siedlce              | 4,34  | 10,51 | 11,15 | 17,40 | 4,74  | 9,09  | 2,74  | 23,45 | 2,94  | 2,83 | –     | –       | 10,82 | 38,75      |
| 27     | Zamość               | 6,87  | 17,42 | 9,10  | 14,71 | 7,44  | 8,64  | 2,08  | 18,78 | 4,02  | –    | –     | –       | 10,96 | 41,00      |
| 28     | Lublin               | 9,16  | 13,40 | 8,90  | 9,25  | 14,15 | 11,04 | 5,32  | 11,33 | 4,44  | –    | –     | –       | 13,04 | 41,54      |
| 29     | Rzeszów              | 6,27  | 8,43  | 11,31 | 13,36 | 9,06  | 8,94  | 2,58  | 13,90 | 7,44  | 2,61 | –     | –       | 16,09 | 45,53      |
| 30     | Przemyśl             | 9,53  | 6,70  | 10,33 | 16,74 | 10,11 | 11,79 | 3,24  | 13,19 | 4,23  | –    | 0,18  | –       | 13,95 | 46,47      |
| 31     | Tarnów               | 11,42 | 5,18  | 7,05  | –     | 10,89 | 13,19 | 4,84  | –     | –     | 2,51 | –     | 19,16   | 25,76 | 50,28      |
| 32     | Nowy Sącz            | 8,03  | 3,46  | 9,74  | 7,42  | 7,45  | 16,15 | 4,07  | 13,25 | –     | 1,99 | 0,16  | –       | 28,30 | 52,54      |
| 33     | Kraków               | 21,06 | 7,72  | 7,02  | 5,85  | 17,06 | 8,66  | 7,87  | 2,59  | –     | 2,50 | –     | –       | 19,66 | 48,15      |
| 34     | Bielsko-Biała        | 13,68 | 6,83  | 14,63 | 6,99  | 8,58  | 9,03  | 7,61  | –     | 8,06  | 3,87 | –     | –       | 20,72 | 50,00      |
| 35     | Sosnowiec            | 11,21 | 19,41 | 4,56  | 6,55  | 13,33 | 5,62  | 5,87  | 0,84  | 6,12  | 5,26 | –     | –       | 21,22 | 44,37      |
| 36     | Katowice             | 14,10 | 9,54  | 3,77  | 1,74  | 9,71  | 6,80  | 14,09 | –     | 8,39  | 4,16 | 3,65  | –       | 24,05 | 40,01      |
| 37     | Gliwice              | 12,40 | 7,92  | 5,09  | 3,14  | 10,95 | 8,57  | 9,61  | 0,84  | 6,66  | 3,82 | 7,57  | –       | 23,42 | 40,87      |
| Polska | Polska               | 12,32 | 11,99 | 8,74  | 8,67  | 7,50  | 8,71  | 7,49  | 5,47  | 5,05  | 3,27 | 1,18  | 0,37    |       | 43,20      |

#### Podział mandatów w skali okręgów
| Okręg              | Nazwa                |    |     |     |       |     |    |     |    |     |      |    |         |      | Łącznie |
| Okręg              | Nazwa                | UD | SLD | WAK | PSLSP | KPN | PC | KLD | PL | „S” | PPPP | MN | „Piast” | Inni | Łącznie |
| ------------------ | -------------------- | -- | --- | --- | ----- | --- | -- | --- | -- | --- | ---- | -- | ------- | ---- | ------- |
| 1                  | Warszawa I           | 3  | 2   | 1   | –     | 1   | 3  | 3   | –  | –   | 1    | –  | –       | 3    | 17      |
| 2                  | Warszawa II          | 1  | 1   | 1   | 1     | 1   | 2  | 1   | –  | –   | –    | –  | –       | –    | 8       |
| 3                  | Płock                | 1  | 1   | 1   | 2     | 1   | 1  | 1   | 1  | 1   | –    | –  | –       | –    | 10      |
| 4                  | Łódź                 | 2  | 2   | 2   | 1     | 1   | 1  | 1   | –  | 1   | 1    | –  | –       | –    | 12      |
| 5                  | Piotrków Trybunalski | 1  | 1   | 1   | 1     | 1   | –  | 1   | 1  | –   | –    | –  | –       | –    | 7       |
| 6                  | Konin                | 1  | 1   | 1   | 2     | 1   | 1  | –   | 1  | 1   | –    | –  | –       | –    | 9       |
| 7                  | Radom                | 1  | 1   | 2   | 1     | 1   | 1  | –   | 1  | –   | –    | –  | –       | –    | 8       |
| 8                  | Kielce               | 1  | 2   | 1   | 2     | 1   | 1  | 1   | 1  | 1   | –    | –  | –       | –    | 11      |
| 9                  | Częstochowa          | 1  | 1   | 1   | 1     | 1   | 1  | 1   | –  | –   | –    | 1  | –       | –    | 8       |
| 10                 | Opole                | 1  | 1   | 1   | 1     | 1   | 1  | 1   | –  | –   | –    | 3  | –       | –    | 10      |
| 11                 | Wrocław              | 3  | 2   | 1   | 1     | 1   | 1  | 1   | –  | 1   | 1    | –  | –       | –    | 12      |
| 12                 | Wałbrzych            | 1  | 1   | 1   | 1     | 1   | 1  | 1   | –  | –   | 1    | –  | –       | –    | 8       |
| 13                 | Jelenia Góra         | 2  | 2   | 1   | 1     | 1   | 1  | 1   | –  | 1   | 1    | –  | –       | –    | 11      |
| 14                 | Zielona Góra         | 1  | 2   | 1   | 2     | 1   | 1  | 1   | –  | –   | 1    | –  | –       | 1    | 11      |
| 15                 | Kalisz               | 1  | 1   | 1   | 1     | 1   | –  | –   | 1  | 1   | –    | –  | –       | –    | 7       |
| 16                 | Toruń                | 1  | 2   | 1   | 1     | 1   | 1  | 1   | 1  | –   | –    | –  | –       | 2    | 11      |
| 17                 | Bydgoszcz            | 1  | 2   | 1   | –     | 1   | 1  | 1   | 1  | 1   | –    | –  | –       | 2    | 11      |
| 18                 | Poznań               | 2  | 2   | 1   | 1     | 1   | 1  | 1   | –  | 1   | 1    | –  | –       | 3    | 14      |
| 19                 | Gorzów Wielkopolski  | 1  | 2   | 1   | 1     | 1   | 1  | –   | 1  | 1   | –    | –  | –       | 1    | 10      |
| 20                 | Szczecin             | 2  | 1   | 1   | 1     | 1   | –  | 1   | 1  | 1   | –    | –  | –       | 1    | 10      |
| 21                 | Koszalin             | 1  | 1   | –   | 1     | –   | 1  | 1   | –  | 1   | –    | –  | –       | 3    | 9       |
| 22                 | Gdańsk               | 2  | 1   | 2   | 1     | 1   | 1  | 3   | 1  | 2   | 1    | –  | –       | –    | 15      |
| 23                 | Olsztyn              | 2  | 2   | 1   | 2     | 1   | 1  | 1   | –  | 1   | 1    | –  | –       | 1    | 13      |
| 24                 | Ostrołęka            | 1  | 1   | 3   | 2     | 1   | 1  | –   | 2  | –   | –    | –  | –       | 1    | 12      |
| 25                 | Białystok            | 1  | 2   | 2   | 1     | 1   | 1  | 1   | 1  | –   | –    | –  | –       | 2    | 12      |
| 26                 | Siedlce              | 1  | 1   | 1   | 2     | 1   | 1  | –   | 3  | –   | –    | –  | –       | –    | 10      |
| 27                 | Zamość               | 1  | 1   | 1   | 1     | 1   | 1  | –   | 1  | –   | –    | –  | –       | –    | 7       |
| 28                 | Lublin               | 1  | 1   | 1   | 1     | 2   | 1  | 1   | 1  | 1   | –    | –  | –       | –    | 10      |
| 29                 | Rzeszów              | 1  | 1   | 2   | 2     | 1   | 1  | –   | 2  | 1   | –    | –  | –       | 2    | 13      |
| 30                 | Przemyśl             | 1  | 1   | 1   | 2     | 1   | 1  | –   | 1  | 1   | –    | –  | –       | –    | 9       |
| 31                 | Tarnów               | 1  | 1   | 1   | –     | 1   | 1  | –   | –  | –   | –    | –  | 1       | 1    | 7       |
| 32                 | Nowy Sącz            | 1  | –   | 1   | 1     | 1   | 1  | –   | 1  | –   | –    | –  | –       | 1    | 7       |
| 33                 | Kraków               | 3  | 1   | 1   | 1     | 2   | 1  | 1   | –  | –   | –    | –  | –       | 3    | 13      |
| 34                 | Bielsko-Biała        | 1  | 1   | 1   | 1     | –   | 1  | 1   | –  | 1   | 1    | –  | –       | 1    | 9       |
| 35                 | Sosnowiec            | 1  | 2   | –   | 1     | 2   | 1  | 1   | –  | 1   | 1    | –  | –       | –    | 10      |
| 36                 | Katowice             | 2  | 2   | 1   | –     | 1   | 1  | 2   | –  | 2   | 1    | 1  | –       | 4    | 17      |
| 37                 | Gliwice              | 2  | 1   | 1   | –     | 1   | 1  | 1   | –  | 1   | 1    | 1  | –       | 3    | 13      |
| Razem              | Razem                | 51 | 50  | 42  | 41    | 38  | 37 | 31  | 23 | 23  | 13   | 6  | 1       | 35   | 391     |
| Lista ogólnopolska | Lista ogólnopolska   | 11 | 10  | 7   | 7     | 8   | 7  | 6   | 5  | 4   | 3    | 1  | –       | –    | 69      |
| Polska             | Polska               | 62 | 60  | 49  | 48    | 46  | 44 | 37  | 28 | 27  | 16   | 7  | 1       | 35   | 460     |

### Wyniki wyborów do Senatu RP

Zwycięzcy w poszczególnych okręgach w wyborach do Senatu RP

Rozkład mandatów

| Komitet wyborczy            | Komitet wyborczy                                         | Głosy      | Głosy  | Głosy | Mandaty | Mandaty |
| Komitet wyborczy            | Komitet wyborczy                                         | Liczba     | %      | +/−   | Liczba  | +/−     |
| --------------------------- | -------------------------------------------------------- | ---------- | ------ | ----- | ------- | ------- |
|                             | Unia Demokratyczna                                       | 3 764 156  | 16,42  | –     | 21      | –       |
|                             | Niezależny Samorządny Związek Zawodowy „Solidarność”     | 2 219 160  | 9,68   | –     | 11      | –       |
|                             | Porozumienie Obywatelskie Centrum                        | 2 071 045  | 9,04   | –     | 9       | –       |
|                             | Wyborcza Akcja Katolicka                                 | 2 012 308  | 8,78   | –     | 9       | –       |
|                             | Polskie Stronnictwo Ludowe Sojusz Programowy             | 1 718 918  | 7,50   | –     | 8       | –       |
|                             | Porozumienie Ludowe                                      | 886 562    | 3,87   | –     | 7       | –       |
|                             | Kongres Liberalno-Demokratyczny                          | 1 497 718  | 6,53   | –     | 6       | –       |
|                             | Sojusz Lewicy Demokratycznej                             | 2 431 178  | 10,61  | –     | 4       | –       |
|                             | Konfederacja Polski Niepodległej                         | 1 071 364  | 4,67   | –     | 4       | –       |
|                             | Partia Chrześcijańskich Demokratów                       | 507 722    | 2,22   | –     | 3       | –       |
|                             | Chrześcijańska Demokracja                                | 267 335    | 1,17   | –     | 1       | –       |
|                             | Zrzeszenie Kaszubsko-Pomorskie                           | 155 694    | 0,68   | –     | 1       | –       |
|                             | Inicjatywa na rzecz Łodzi                                | 113 568    | 0,50   | –     | 1       | –       |
|                             | Ludowe Porozumienie Wyborcze „Piast”                     | 92 737     | 0,40   | –     | 1       | –       |
|                             | Konfederacja Komitetów Obywatelskich                     | 92 719     | 0,40   | –     | 1       | –       |
|                             | Mniejszość Niemiecka                                     | 82 031     | 0,36   | –     | 1       | –       |
|                             | Narodowy KW                                              | 71 261     | 0,31   | –     | 1       | –       |
|                             | KW do Senatu Zbigniewa Romaszewskiego                    | 63 378     | 0,28   | –     | 1       | –       |
|                             | Regionalne Forum Wyborcze                                | 62 996     | 0,27   | –     | 1       | –       |
|                             | Klub Inteligencji Katolickiej                            | 59 154     | 0,26   | –     | 1       | –       |
|                             | KW Krzysztofa Horodeckiego                               | 53 632     | 0,23   | –     | 1       | –       |
|                             | KW Henryka Stokłosy                                      | 45 859     | 0,20   | –     | 1       |         |
|                             | KW Jerzego Madeja                                        | 43 979     | 0,19   | –     | 1       | –       |
|                             | Niezależny KW                                            | 40 077     | 0,17   | –     | 1       | –       |
|                             | Unia Wielkopolan                                         | 36 501     | 0,16   | –     | 1       | –       |
|                             | KW „Kandydat Niezależny”                                 | 34 323     | 0,15   | –     | 1       | –       |
|                             | Komitet Obywatelski powołany z inicjatywy „Solidarności” | 22 866     | 0,10   | –     | 1       | –       |
|                             | Regionowi i Polsce                                       | 21 600     | 0,09   | –     | 1       | –       |
|                             | Stronnictwo Demokratyczne                                | 453 721    | 1,98   | –     | –       | –       |
|                             | Partia X                                                 | 417 857    | 1,82   | –     | –       | –       |
|                             | Unia Polityki Realnej                                    | 371 891    | 1,62   | –     | –       | –       |
|                             | Związek Podhalan                                         | 69 954     | 0,31   | –     | –       | –       |
|                             | Solidarność Pracy                                        | 60 243     | 0,26   | –     | –       | –       |
|                             | Polski Związek Zachodni                                  | 56 743     | 0,25   | –     | –       | –       |
|                             | Bydgoska Lista Jedności Ludowej                          | 54 590     | 0,24   | –     | –       | –       |
|                             | Wielkopolsce i Polsce                                    | 39 681     | 0,17   | –     | –       | –       |
|                             | KW Prawosławnych                                         | 27 559     | 0,12   | –     | –       | –       |
| Pozostałe komitety wyborcze | Pozostałe komitety wyborcze                              | 1 829 286  | 7,98   | –     | –       | –       |
|                             |                                                          |            |        |       |         |         |
| Razem                       | Razem                                                    | –          | 100,00 | –     | 100     | –       |
| Głosy ważne                 | Głosy ważne                                              | 11 474 846 | 96,53  |       |         |         |
| Głosy nieważne              | Głosy nieważne                                           | 413 019    | 3,47   | –     |         |         |
| Frekwencja                  | Frekwencja                                               | 11 887 865 | 43,20  | –     |         |         |

|     |     |    |    |      |     |     |     |     |   |   |   |   |   |   |   |   |   |    |
| ↓   |     |    |    |      |     |     |     |     |   |   |   |   |   |   |   |   |   |    |
| 9   | 9   | 7  | 21 | 11   | 8   | 6   | 4   | 4   | 3 | 1 | 1 | 1 | 1 | 1 | 1 | 1 | 1 | 10 |
| POC | WAK | PL | UD | NSZZ | PSL | KLD | SLD | KPN |   |   |   |   |   |   |   |   |   | KW |

|     |     |    |    |      |     |     |     |     |  |  |    |   |  |  |  |
|     |     |    |    |      |     |     |     |     |  |  |    |   |  |  |  |
| POC | WAK | PL | UD | NSZZ | PSL | KLD | SLD | KPN |  |  | SD | X |  |  |  |

## Skutki wyborów
Największe poparcie w skali kraju zdobyła Unia Demokratyczna. Przewaga partii nie pozwoliła na wyłonienie rządu. Wobec dużego rozdrobnienia sceny politycznej, prezydent rozpoczął konsultacje w sprawie utworzenia rządu. Pierwszym politykiem który udał się do prezydenta był lider UD – Jacek Kuroń. Prezydent wysunął propozycję objęcia funkcji premiera i zaoferował Jackowi Kuroniowi stanowisko wicepremiera. Kolejne konsultacje z liderami ugrupowań spowodowały upadek tej koncepcji. Prezydent udzielił poparcia kolejno Janowi Krzysztofowi Bieleckiemu i Bronisławowi Geremkowi. Utworzenie koalicji utrudniała izolacja Sojuszu Lewicy Demokratycznej i Unii Demokratycznej. Pierwszy po wyborach gabinet został powołany 23 grudnia 1991, premierem został Jan Olszewski.

## Upamiętnienie
W 30. rocznicę wyborów wprowadzono do obiegu monetę 10-złotową.